# Feuillet (bois)
Pour les articles homonymes, voir Feuillet.
Un feuillet est un produit rectangulaire du sciage du bois qui a une épaisseur inférieure à 22 millimètres et une largeur supérieure ou égal à 4 fois à celle-ci. Les épaisseurs usuelles sont de 8, 10, 12, 15 et 18 millimètres.
Un feuillet a une épaisseur plus faible que celle des planches sans pour autant entrer dans le domaine du placage.
Les feuillets sont utilisés dans la fabrication de mobilier.